# Miro Lucassen

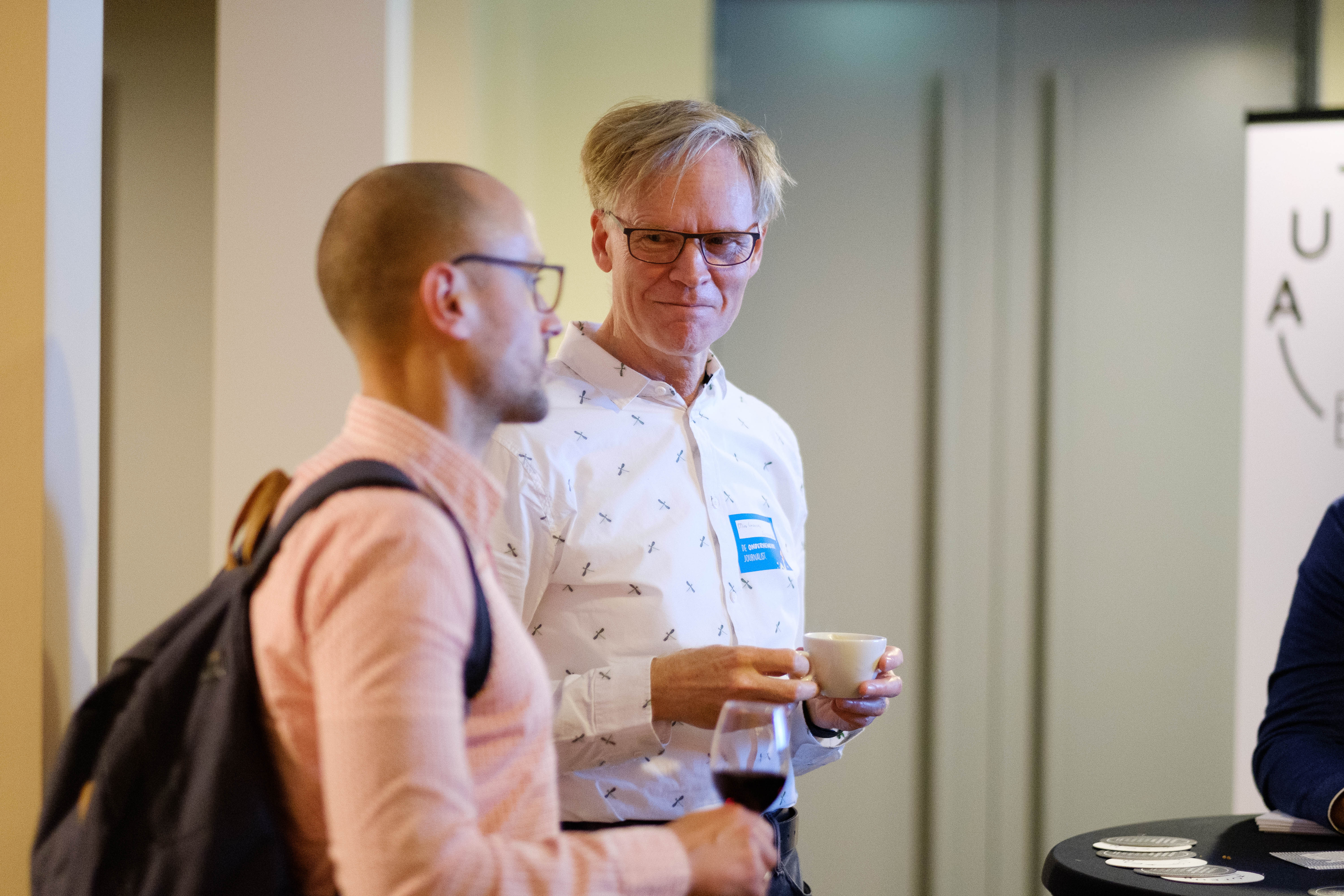
Miro Lucassen

Miro Lucassen (1961) is een Nederlands journalist en schrijver. Hij studeerde aan de School voor Journalistiek in Utrecht en werkte onder andere voor de Haagsche Courant, Amersfoortse Courant en het Utrechts Nieuwsblad. Van 1994 tot 1996 was hij hoofdredacteur van de jongerenkrant Primeur en van 2008 tot 2013 was hij hoofdredacteur van tijdschrift MacFan. Van januari 2018 tot juni 2022 was Lucassen voorzitter van de sectie Freelance Journalisten (voorheen FLA) van de Auteursbond. Van juni 2022 tot januari 2025 was hij voorzitter van de Auteursbond.

## Boekpublicaties
- Twee keer valse start, vijf jaar rommelen met kunsthal KAdE (2015)
- Vahstal versus Amersfoort, kroniek van dertig jaar strijd (2016)
- Leidsche Rijntunnel, inrijden op eigen risico (2017)